# Комитет по культурным связям с зарубежными странами
Комитет по культурным связям с зарубежными странами — орган государственного управления при Советe Министров СССР в области культурного сотрудничества с зарубежными странами.
Был образован постановлением Совета Министров СССР от 4 марта 1957 г. В качестве общесоюзного органа осуществлял руководство в области культурного сотрудничества с зарубежными странами, координировал деятельность министерств и организаций, занимавшихся по государственной линии международными связями в области образования, здравоохранения, культуры, литературы, искусства, спорта. Руководил работой Комиссии СССР по делам ЮНЕСКО. Оказывал содействие общественным организациям, творческим союзам, спортивным организациям, городам СССР, породнившимся с зарубежными городами, в осуществлении зарубежных связей в области культуры. Комитет имел своих представителей в составе посольств и миссий СССР за границей.
Ликвидирован постановлением Совета Министров СССР от 24 ноября 1967 года.

## См.  также
- Правительство СССР
- Совет Министров СССР
- Подведомственные органы Правительства СССР